# Dufourea monardae
Dufourea monardae là một loài Hymenoptera trong họ Halictidae. Loài này được Viereck mô tả khoa học năm 1924.